# Rio de San Stin

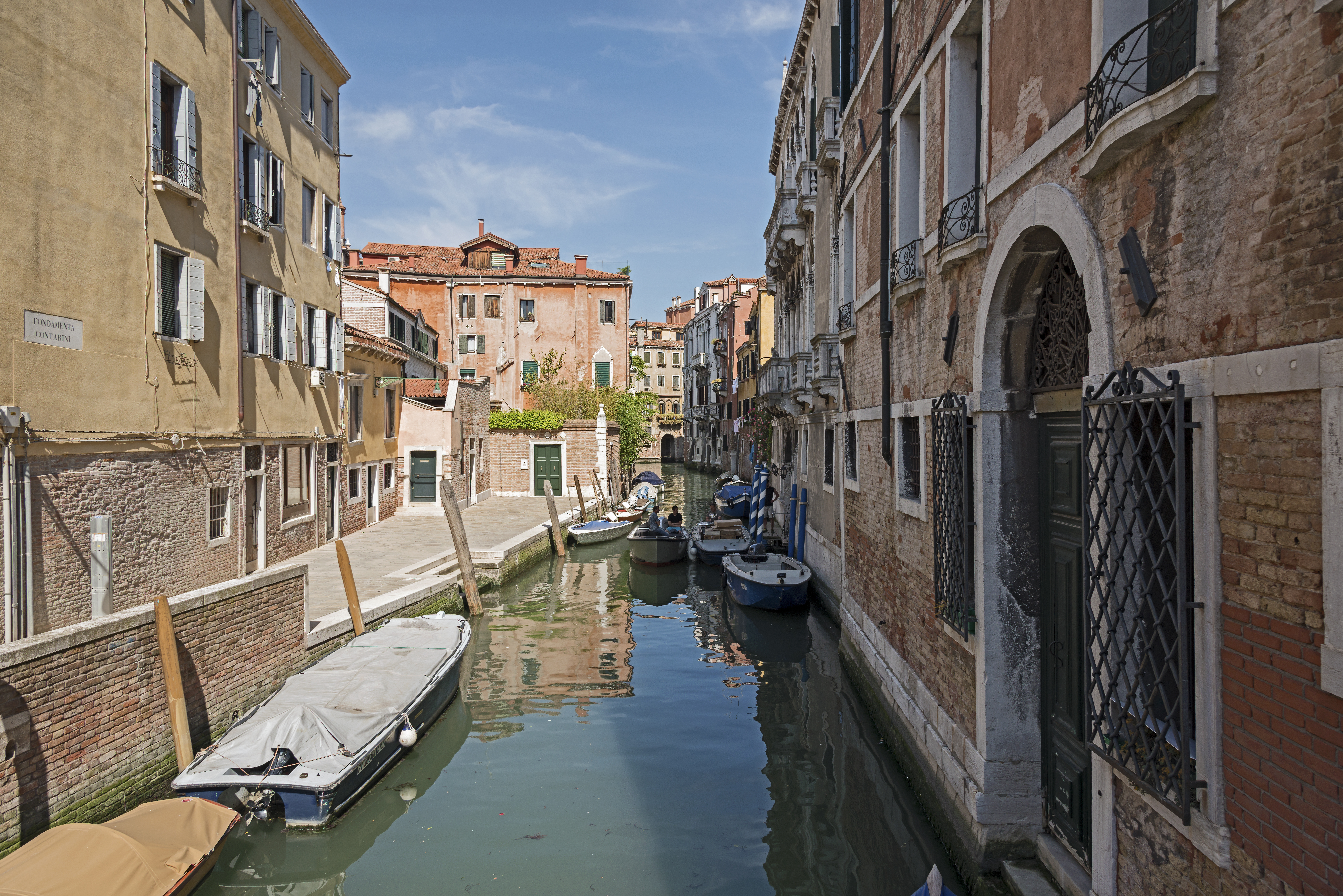
Rio di San Stin

Le rio de San Stin (canal de Saint-Étienne confesseur) est un canal de Venise dans le sestiere de San Polo.

## Description
Le rio de San Stin a une longueur de 112 mètres. Il prolonge le rio de San Polo vers l'est pour rejoindre le rio dei Frari.

## Toponymie

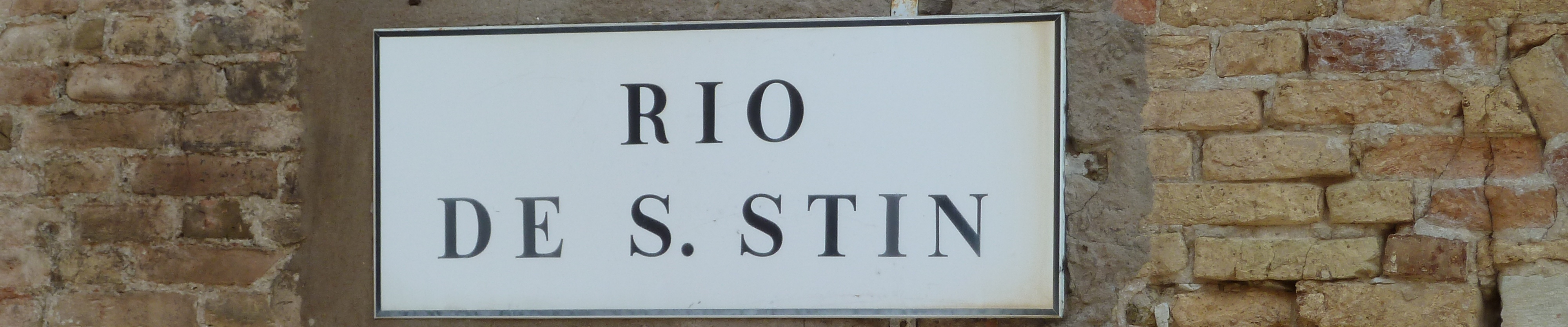

Le nom provient de l'Église San Stin, détruite, et son campo.
L'église paroissiale de Santo Stefano confessore, aussi appelée « San Stefanino », et ensuite couramment « San Stin »,
parce que petite en comparaison de l'autre église grandiose, dédiée à Saint Étienne martyr, situé dans le sestiere de San-Marco.
Il est probable qu'elle a été construite au Xe siècle, voire XIe siècle. Abîmée en 1105, elle fut reconstruite en 1295 par Giorgio Zancani, patricien de Venise, colon crétois. Elle fut fermée en 1810 et démolie peu après.

## Situation et monuments remarquables
Le rio longe :
Côté nord
- le rio Terà San Tomà ;
- le campo San Stin ;
- la Fondamenta Contarini o del Botter ;
- le Palazzo Soranzo ;
- le Palazzo Molin ;

Côté sud
- la Ca' Cassetti ;
- le palais Zen à San Polo ;
- La Ca' Amalteo.

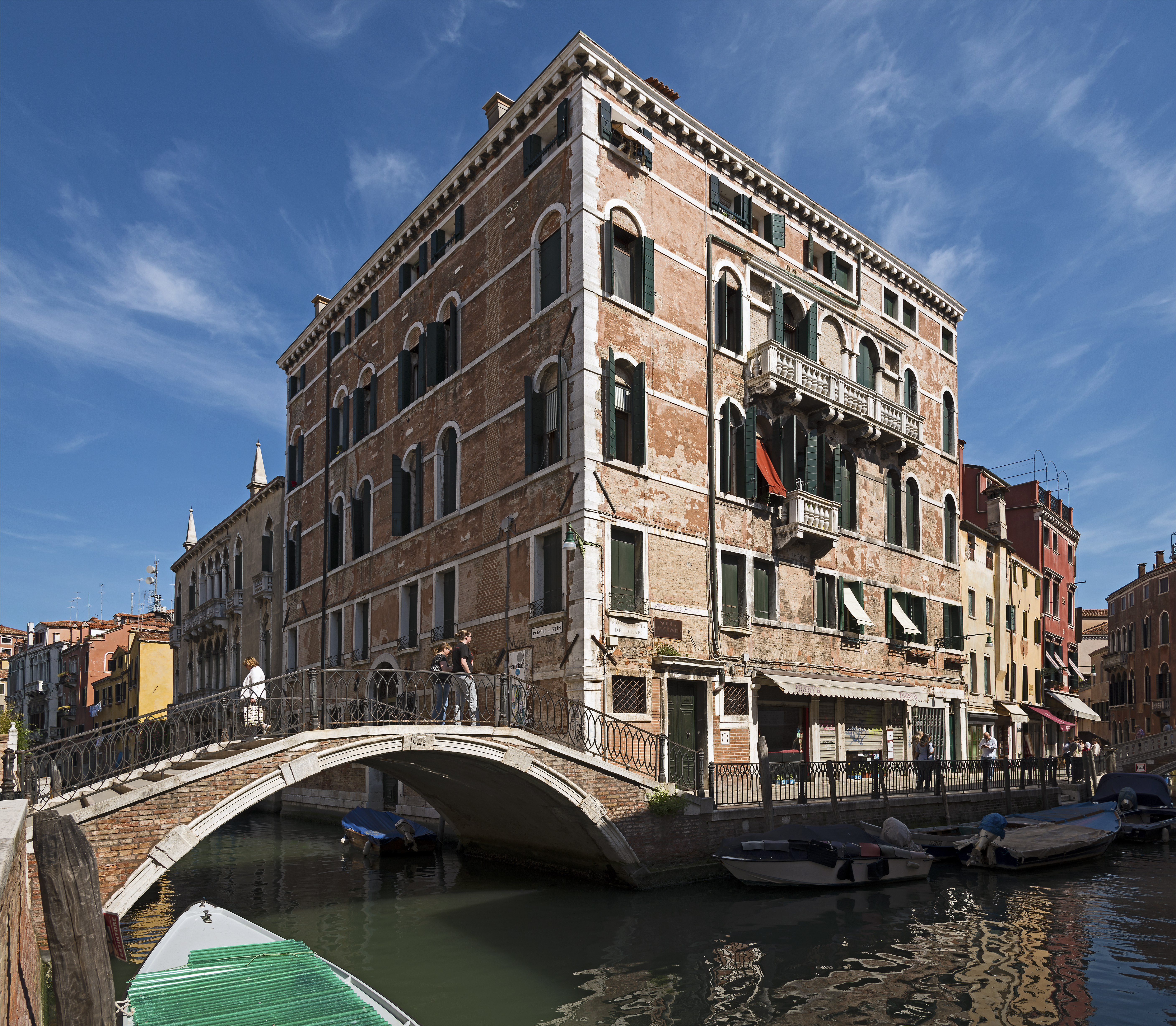
La Ca' Cassetti
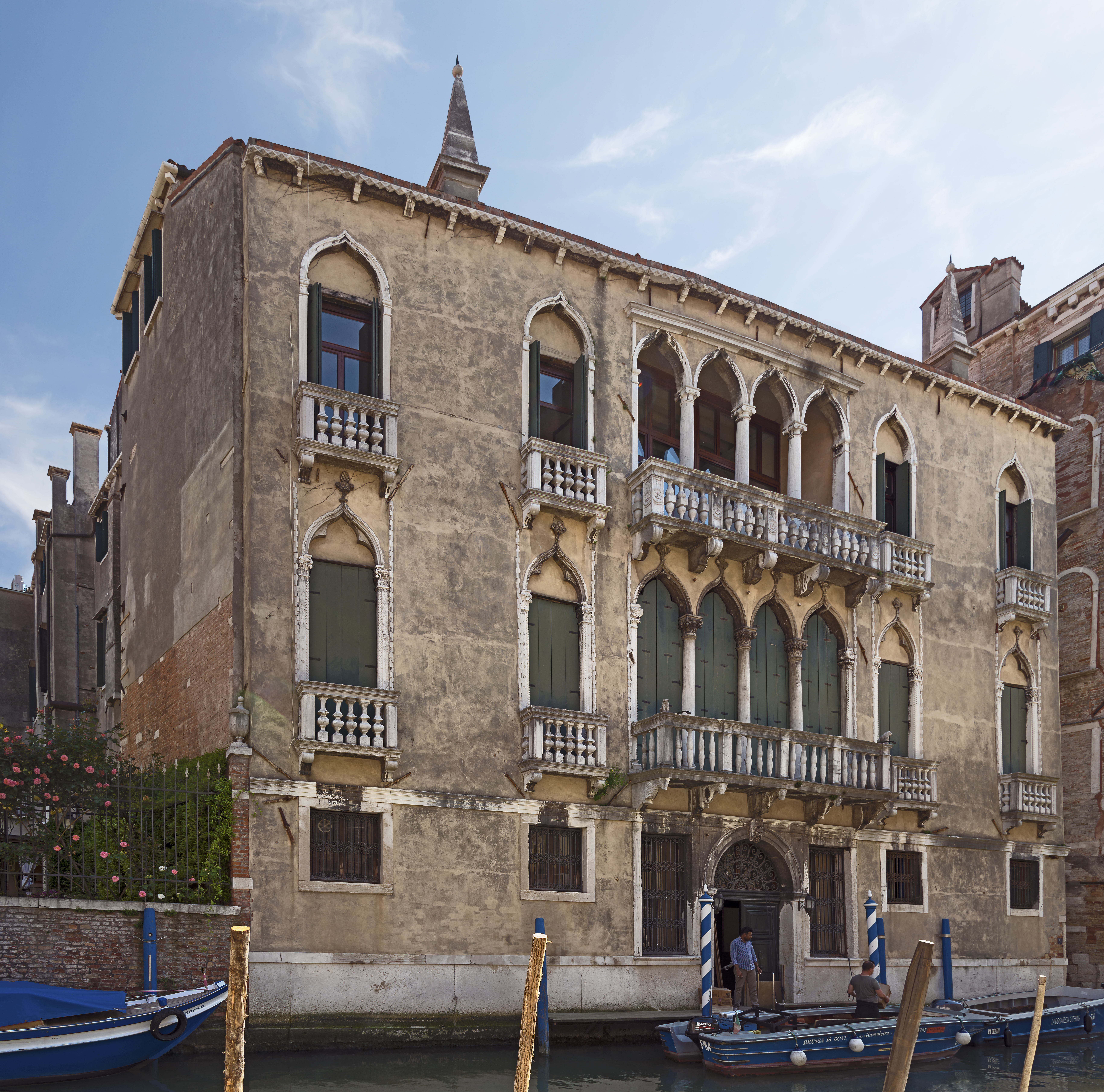
Le palais Zen à San Polo

### Ponts
Le rio est traversé par le Ponte di San Stin reliant le campo éponyme au Fondamenta dei Frari  et délimitant le rio dei Frari.